# 桜川市立大和中学校
桜川市立大和中学校（さくらがわしりつ やまとちゅうがっこう）は、茨城県桜川市にある公立の中学校。

## 沿革
- 1962年（昭和37年） - 大和村立大和西中学校、大和村立大和東中学校を統合、大和村立大和中学校として誕生。
- 1965年（昭和40年） - 新校舎竣工、東西教場新校舎に移転。
- 1968年（昭和43年） - 体育館竣工。
- 1988年（昭和63年） - 調理室、コンテナ室新設
- 1990年（平成02年） - コンピュータ室新設
- 2005年（平成17年） - 桜川市立大和中学校に校名変更。

## 学区
いずれも桜川市内。
雨引小学校区
- 本木一、本木二、大曽根、東飯田、西方、阿部田、羽田

大国小学校区
- 宮、木崎、前原、中丸木、福泉、中根、高久、鷲宿、金敷、高森、青木

## 学校行事
- 4月 入学式、始業式
- 7月 終業式
- 9月 始業式
- 12月 終業式
- 1月 始業式
- 3月 卒業式、修了式

## 部活動
- 卓球部（男子・女子）
- 軟式野球部
- バスケットボール部（男子・女子）
- バレーボール部（男子・女子）
- 剣道部（男子・女子）
- 陸上部（男子・女子）
- 吹奏楽部（男子・女子）

## 交通
最寄り駅はJR水戸線大和駅であるが、駅から4kmほど離れている上に、付近を通過する路線バスは存在しない。